# 王增羿
王增羿（1983年6月24日—），天津人，波兰籍乒乓球运动员。他曾参加2012年夏季奥运会和2016年夏季奥运会乒乓球比赛，还曾获得2013年欧洲乒乓球锦标赛男子双打冠军。